# گمینا میچنا
گمینا میچنا (به لهستانی:  Gmina Miedźna) یک گمینا در لهستان است که در شهرستان پشچنا واقع شده‌است. گمینا میچنا ۴۹٫۹۱ کیلومتر مربع مساحت و ۱۵٬۴۶۱ نفر جمعیت دارد.